# WASP-98
WASP-98 — одиночная звезда в созвездии Эридана на расстоянии приблизительно 913 световых лет (около 280 парсеков) от Солнца. Вокруг звезды обращается, как минимум, одна планета.

## Характеристики
WASP-98 — жёлтый карлик спектрального класса G7V. Видимая звёздная величина звезды — +13m. Масса — около 0,69 солнечной, радиус — около 0,7 солнечного. Эффективная температура — около 5525 K, металличность звезды оценивается как -0,6. Возраст звезды определён около 8 млрд лет.

## Планетная система
В 2013 году у звезды обнаружена планета (WASP-98 b).